# Sankt Stefan im Gailtal
Sankt Stefan im Gailtal is een gemeente in de Oostenrijkse deelstaat Karinthië, en maakt deel uit van het district Hermagor.
Sankt Stefan im Gailtal telt 1688 inwoners.
Hermagor-Pressegger See · Kirchbach · Kötschach-Mauthen · Dellach im Gailtal · Gitschtal · Lesachtal · Sankt Stefan im Gailtal
- Gemeinsame Normdatei: 4352223-3
- Virtual International Authority File: 248702003
- WorldCat: E39PBJhXc3jFFywhQhqKDWBtrq